# وايتي مارتن
وايتي مارتن (بالإنجليزية: Whitey Martin)‏ مواليد 11 أبريل 1939، هو لاعب كرة سلة أمريكي معتزل. بدأ مسيرته الاحترافية في سنة 1961. تم اختياره من قبل فريق نيويورك نيكس خلال الدرافت. حمل الرقم 7. يبلغ طوله 6 قدم 2 بوصة (1.9 م). اعتزل اللعب في 1962.

## روابط خارجية
- وايتي مارتن على موقع إن بي أي (الإنجليزية)
- وايتي مارتن على موقع سبورتس رفرنس (الإنجليزية)
- وايتي مارتن على موقع كلية كرة السلة في سبورتس رفرنس.كوم (الإنجليزية)
- وايتي مارتن على موقع ريلجم (الإنجليزية)
- وايتي مارتن على موقع بروبوليرز (الإنجليزية)